# Ольшанка (остановочный пункт)
Ольшанка (пол. Olszanka) — остановочный пункт в селе Ольшанка в гмине Ольшанка, в Опольском воеводстве Польши. Бывшая промежуточная станция (по 2005 год). Имеет 2 платформы и 2 пути.
Пассажирская и грузовая станция была построена на железнодорожной линии Ныса — Гродкув-Слёнски — Бжег в 1847 году, когда эта территория была в составе Королевства Пруссия.
Нынешнее название с 1947 года.